# Вайха
Ва́йха или Ви́ховы (нем. Weicha; в.-луж. Wichowy) — сельский населённый пункт в статусе городского района Вайсенберга, район Баутцен, федеральная земля Саксония, Германия.

## География
Находится на южной границе скалистой долины — заповедника «Грёдицер-Скала» (Гроджишчанская скала, нем. Gröditzer Skala, в.-луж. Hrodźišćanska skała) примерно в 1,5 километрах западнее Вайсенберга. Со стороны северного склона холма проходит автомагистраль A4. На западе от деревни с севера на юг проходит автомобильная дорога K 7230, которая соединяется на севере с автомагистралью A4.
Соседние населённые пункты: на северо-востоке — деревня Вуйшке (Вуйежк), на востоке — Вайсенберг, на юге — деревня Котиц (Котецы), на юго-западе — деревня Нехерн (Нехорнь) и на северо-западе — деревня Грёдиц (Гроджишчо).

## История
Впервые упоминается в 1241 году в личном имени князя «Reinhardus de Wichow(е)» (Райнхард из Вихова), в современной орфографии — с 1791 года. С 1936 по 1994 года входила в коммуну Грёдиц. В 1994 году деревня вошла в городские границы Вайсенберга.
До XIX века деревня была поместьем аристократических родов Gersdorff и Heynitz.
В середине XIX века в соседней деревне Котецы служил настоятелем лютеранский пастор Ян Килиан, который собирал группу желающих эмигрировать в США. В 1854 году несколько десятков жителей Вайхи в составе группы из 558 человек эмигрировали в США и основали в Техасе лужицкую колонию Сербин.
В настоящее время деревня входит в состав культурно-территориальной автономии «Лужицкая поселенческая область», на территории которой действуют законодательные акты земель Саксонии и Бранденбурга, содействующие сохранению лужицких языков и культуры лужичан.
Исторические немецкие наименования
- Reinhardus de Wichow, 1241
- Weichaw, 1419
- Weyche, 1466
- Weichaw, 1543
- Weicha, 1791

## Население
Официальным языком в населённом пункте, помимо немецкого, является также верхнелужицкий язык.
Согласно статистическому сочинению «Dodawki k statisticy a etnografiji łužickich Serbow» Арношта Муки в 1884 году в деревне проживало 175 жителей (из них — 159 лужичанина (91 %)).
| 1834 | 1871 | 1890 | 1910 | 1925 | 2016 |
| ---- | ---- | ---- | ---- | ---- | ---- |
| 200  | 180  | 174  | 164  | 170  | 98   |

## Достопримечательности
Культурные памятники федеральной земли Саксония
Всего в населённом пункте находятся восемь объектов памятников культуры и истории:
- Жилой дом с конюшней, 1808 год, ул. Hauptstraße 10
- Жилой дом с конюшней и беседкой, 1790 – 1820, ул. Hauptstraße 16
- Жилой дом с бывшим трактиром, 1 половина XVIII века, ул. Hauptstraße 18
- Здание бывшей усадьбы с парком и стеной, XIX век, ул. Hauptstraße 23
- Здание для прислуги бывшей усадьбы, 1900 год, ул. Hauptstraße 29
- Жилой дом с конюшней и беседкой, 1820 – 1850, ул. Hauptstraße 40
- Жилой дом с конюшней и хозяйственной пристройкой, 1820 год, ул. Schellenbergweg 2
- Жилой дом, 1790 – 1820, ул. Zu den Wiesen 2